# Goveje koze
Goveje koze ali goveje osepnice so  virusna bolezen goveda, ki jo povzroča virus govejih koz, podobna črnim kozam in se prenaša na človeka.
Gre za zoonozo in se prenaša na človeka. Prenos so najprej opazili pri mlekaricah, ki so se dotikale vimen okuženih krav ter dobile značilne gnojne mehurčke (pustule) na rokah. Sicer se bolezen pogosteje kot pri govedu pojavlja pri nekaterih drugih živalskih vrstah, na primer pri glodavcih. Bolezen spominja na smrtno nevarne in zelo prenosljive črne koze, a je bolezen znatno blažja. Podobnost s črnimi kozami in bistveno blažji potek bolezni sta spodbudila razvoj prvega cepiva proti črnim kozam, ki ga je razvil in prvi uporabil angleški zdravnik Edward Jenner.
Izraz vakcinacija (cepljenje) je Jenner skoval leta 1796 in je izpeljanka iz latinske besede vaccinus, ki pomeni "kravji".  Po cepljenju s cepivom na osnovi virusa govejih koz so cepljene osebe razvile protitelesa proti virusu kravjih koz, razvili pa so tudi imunost proti virusu črnih koz. Odkritje cepiva, ki je omogočil kasneje razvoj drugih cepiv, je doseglo velik uspeh v boju proti črnim kozam. Leta 1980 je Svetovna zdravstvena organizacija razglasila izkoreninjenje bolezni. Šlo je za prvi primer izkoreninjenja virusne nalezljive bolezni v zgodovini.